# جرعة زائدة
الجرعة الزائدة (أو الجرعة المفرطة) من العقاقير هو ابتلاع أو استخدام العقاقير أو المواد الأخرى بكميات تفوق الكمية الموصى بها أو المتبعة. قد تؤدي الجرعة المفرطة إلى التسمم أو الموت.

## التصنيف
تشير كلمة جرعة زائدة إلى وجود جرعة وطريقة استخدام آمنة ومعروفة لكا عقار، لذلك يستخدم المصطلح عادةً لوصف العقاقير وليس السموم، على الرغم من أن العديد من السموم أيضًا غير ضارة عندما يتم تناولها بجرعات منخفضة. تُستخدم الجرعات الزائدة أحيانًا كوسيلة للانتحار عن طريق إساءة استخدام العقار عن قصد أو عن غير قصد. يمكن أن يشمل سوء الاستخدام المتعمد الذي يؤدي إلى جرعة زائدة الأدوية الموصوفة أو غير الموصوفة.
يمكن أن يؤدي استخدام العقاقير غير المشروعة بكميات كبيرة، أو تعاطي العقار بعد فترة من الامتناع إلى الإصابة بأعراض الجرعة الزائدة. قد يتناول متعاطو الكوكايين الذين يحقنون عن طريق الوريد بسهولة جرعة زائدة عن طريق الخطأ، لأن الهامش بين الإحساس الممتع والجرعة الزائدة صغير في هذه الحالة. يمكن أن يتضمن سوء الاستخدام غير المُتعمَّد أخطاء في الجرعة ناتجة عن عدم قراءة تعليمات تناول المنتج أو فهمها. قد تكون الجرعات الزائدة العرضية ناتجة أيضًا عن وصف جرعة مفرطة من العقار، أو الفشل في التعرف على المكون الفعال للدواء، أو أحيانًا تناول الأطفال دون قصد. تعتبر الجرعة الزائدة من الفيتامينات المتعددة التي تحتوي عنصر الحديد من الأمثلة الشائعة للجرعة الزائدة غير المقصودة الشائعة عند الأطفال الصغار.
غالبًا ما يُستخدَم مصطلح الجرعة الزائدة بشكل خاطئ لوصف التفاعلات الدوائية الضائرة، أو الناتجة عن خلط عدة أدوية في وقت واحد.

## الأعراض والعلامات
تختلف علامات وأعراض الجرعة الزائدة باختلاف العقارات، أو السموم التي يتعرّض لها الإنسان، إذ تسبب متلازمات سمية متنوعة، ما يمكن أن يساعد المرء في التعرّف على فئة العقار أو السم المسبب للأعراض.
تشمل أعراض الجرعات الزائدة من المواد الأفيونية بطء معدل التنفس، وضربات القلب، والنبض. يمكن أن تؤدي الجرعات الزائدة من المواد الأفيونية أيضًا إلى تضيق حدقة العين (الحدقة الدبوسية)، وزرقة الشفاه والأظافر بسبب انخفاض مستويات الأكسجين في الدم. قد يعاني الشخص أيضًا من تشنجات عضلية، ونوبات صرع، ونقص في الوعي. عادةً لا يستعيد الشخص الذي يعاني من جرعة زائدة من الأفيون وعيه حتى لو نودي باسمه، أو هزّه أحدهم بقوة.

## التشخيص
غالبًا ما يُحدَّد نوع المادة التي أُخذَت عن طريق سؤال الشخص. ومع ذلك قد يكون البحث في المنزل، أو استجواب العائلة والأصدقاء مفيدًا، ف حال تعذّر الوصول إلى هذه المعلومات إثر انخفاض مستوى الوعي.
قد يساعد تحرّي المتلازمات السمية، أو فحص العقاقير، أو التحاليل المخبرية في تشخيص الجرعة الزائدة. عادةً ما تُجرى اختبارات مخبرية أخرى مثل الغلوكوز، واليوريا، والكهارل (الإلكتروليتات)، ومستويات الباراسيتامول والساليسيلات في الدم. في بعض الأحيان تُشخَّص التفاعلات الدوائية السلبية بشكل خاطئ على أنها جرعة زائدة حادة، ما يؤدي في بعض الأحيان إلى افتراض أن الحالة محاولة انتحار.

## الوقاية
يؤدي توزيع النالوكسون إلى متعاطي المخدرات بالحقن وغيرهم من متعاطي المخدرات الأفيونية إلى تقليل خطر الوفاة بسبب الجرعة الزائدة. بحسب مراكز السيطرة على الأمراض والوقاية منها (سي دي سي) منعت برامج الولايات المتحدة لمستخدمي المخدرات ومقدمي الرعاية التي تصف جرعات منزلية من النالوكسون وتدرّب على استخدامه 10000 حالة وفاة إثر جرعة زائدة من المواد الأفيونية. ساعدت برامج الوصفات الطبية من النالوكسون التابعة لمؤسسات الرعاية الطبية أيضًا في تقليل معدلات الجرعات الزائدة من المواد الأفيونية في ولاية نورث كارولينا الأمريكية، وطُبقَت في الجيش الأمريكي. ولكنّ توسيع نطاق الإجراءات الوقائية محدود بسبب عدم كفاية معرفة مقدمي الخدمة، والمواقف السلبية تجاه وصف النالوكسون المنزلي للوقاية من الجرعات الزائدة من المواد الأفيونية. كما أظهرت برامج تدريب الشرطة وموظفي الإطفاء على الاستجابة للجرعات الزائدة من المواد الأفيونية باستخدام النالوكسون نتائجَ واعدة في الولايات المتحدة.

## التدبير
الحرص على استقرار مجرى الهواء، والتنفس، والدورة الدموية (قاعدة أاي بي سي) هو العلاج الأولي للجرعة زائدة. تؤخذ التهوية في عين الاعتبار عندما يكون معدل تنفس منخفض، أو عندما يظهر اختبار غازات الدم حالة نقص الأكسجة. يجب أن تستمر مراقبة المريض قبل وطوال عملية العلاج، مع إيلاء اهتمام خاص لدرجة الحرارة، والنبض، ومعدل التنفس، وضغط الدم، والنتاج البولي، وتخطيط القلب الكهربائي، والتشبع بالأكسجين. تتوفر مراكز لمكافحة السموم، وخبراء في مجال علم السموم الطبية في العديد من المناطق لتقديم التوجيه بشأن الجرعات الزائدة سواء للأطباء أو لعامة الناس.

### الترياق
يتوفر للجرعات الزائدة من بعض العقارات مواد مضادة تدعى الترياق. النالكسون مثلًا هو ترياق للمواد الأفيونية كالهيروين، أو المورفين مثلًا. ويمكن عكس الجرعات الزائدة من البنزوديازيبين بشكل فعال باستخدام فلومازينيل. يوصى باستخدام الفحم الفعال في حال توفرّه كترياق غير نوعي في غضون ساعة واحدة من تناول الجرعة الزائدة. نادرًا ما يُستخدَم غسل المعدة، وشراب عرق الذهب، وإرواء الأمعاء.